# Renan Correa
Renan Correa De Lima Gallina (ur. 15 marca 2004) – brazylijski lekkoatleta, mistrz Ameryki Południowej w kategoriach wiekowych U-18, U-20 i U-23, złoty medalista mistrzostw panamerykańskich juniorów, uczestnik mistrzostw świata (Budapeszt 2023), olimpijczyk (Paryż 2024).

## Kariera
W latach 2019–2020 startował głównie w mistrzostwach kraju przeznaczonych dla różnych kategorii wiekowych i na nich zdobywał wiele tytułów mistrzowskich (nie tylko w konkurencjach biegowych, ale też w skoku wzwyż). W 2021 roku wystąpił na rozgrywanych w Limie mistrzostwach Ameryki Południowej juniorów, tam zdobył złoty medal w konkurencji sztafety 4 × 100 m. Brał udział w mistrzostwach świata U-20 w Nairobi, w jego ramach wystąpił w konkurencji sztafety 4 × 100 m, jednak brazylijski zespół z jego udziałem został zdyskwalifikowany w fazie eliminacyjnej.
Na mistrzostwach kontynentu U-18 w Encarnación wywalczył dwa medale: złoty w konkurencji sztafety 4 × 100 m i srebrny w konkurencji biegu na 100 m. W 2022 roku uczestniczył w młodzieżowych mistrzostwach Ameryki Południowej, zdobył na nich złoty medal w konkurencji biegu na 200 m oraz srebrny w konkurencji biegu sztafet 4 × 100 m. Rok później został dwukrotnym medalistą rozgrywanych w Bogocie mistrzostw kontynentu U-20 – zdobył złoto w konkurencji biegu na 200 m (wynikiem 10,01 ustanowił juniorski rekord Ameryki Południowej), jak również srebro w konkurencji biegu sztafet 4 × 100 m. Uczestniczył w mistrzostwach panamerykańskich juniorów w Mayagüez, tam otrzymał złoty medal w konkurencji biegu na 200 m.
W sierpniu 2023 roku reprezentował swój kraj na mistrzostwach świata w Budapeszcie. Startował on w konkurencji biegu na 200 m, gdzie udało mu się zająć 5. miejsce w półfinale. Uczestniczył w igrzyskach panamerykańskich w Santiago, na których zdobył złoty medal w konkurencjach biegu na 200 m oraz biegu sztafet 4 × 100 m.

## Rekordy życiowe
(stan na 19 listopada 2023)
- bieg na 100 m – 10,01 (19 maja 2023, Bogota)
- bieg na 200 m – 20,12 (18 września 2022, Cuiaba)
- skok wzwyż – 2,01 (5 października 2019, Maringa)
- sztafeta 4 × 100 m – 38,68 (2 listopada 2023, Santiago)

Źródło: 